# Прем'єршип (Північна Ірландія)
Чемпіона́т Півні́чної Ірла́ндії з футбо́лу, Ірла́ндська Прем'є́ршип (англ. IFA Premiership) — перший за значимістю дивізіону в чемпіонаті Північної Ірландії з футболу.

## Назви
- 1890—1995 — Ірландська футбольна ліга
- 1995—2003 — Ірландська футбольна прем'єр-ліга
- 2003—2008 — Ірландська прем'єр-ліга
- з 2008 року — Прем'єршип

## Переможці
- 1890—1891 Лінфілд
- 1891—1892 Лінфілд
- 1892—1893 Лінфілд
- 1893—1894 Гленторан
- 1894—1895 Лінфілд
- 1895—1896 Лісберн Дистиллері
- 1896—1897 Гленторан
- 1897—1898 Лінфілд
- 1898—1899 Лісберн Дистиллері
- 1899—1900 Белфаст Селтік
- 1900—1901 Лісберн Дистиллері
- 1901—1902 Лінфілд
- 1902—1903 Лісберн Дистиллері
- 1903—1904 Лінфілд
- 1904—1905 Гленторан
- 1905—1906 Клифтонвілль і Лісберн Дистиллері[1]
- 1906—1907 Лінфілд
- 1907—1908 Лінфілд
- 1908—1909 Лінфілд
- 1909—1910 Кліфтонвілль
- 1910—1911 Лінфілд
- 1911—1912 Гленторан
- 1912—1913 Гленторан
- 1913—1914 Лінфілд
- 1914—1915 Белфаст Селтік
- 1919—1920 Белфаст Селтік
- 1920—1921 Гленторан
- 1921—1922 Лінфілд
- 1922—1923 Лінфілд
- 1923—1924 Квінс Айленд
- 1924—1925 Гленторан
- 1925—1926 Белфаст Селтік
- 1926—1927 Белфаст Селтік
- 1927—1928 Белфаст Селтік
- 1928—1929 Белфаст Селтік
- 1929—1930 Лінфілд
- 1930—1931 Гленторан
- 1931—1932 Лінфілд
- 1932—1933 Белфаст Селтік
- 1933—1934 Лінфілд
- 1934—1935 Лінфілд
- 1935—1936 Белфаст Селтік
- 1936—1937 Белфаст Селтік
- 1937—1938 Белфаст Селтік
- 1938—1939 Белфаст Селтік
- 1939—1940 Белфаст Селтік
- 1947—1948 Белфаст Селтік
- 1948—1949 Лінфілд
- 1949—1950 Лінфілд
- 1950—1951 Гленторан
- 1951—1952 Гленавон
- 1952—1953 Гленторан
- 1953—1954 Лінфілд
- 1954—1955 Лінфілд
- 1955—1956 Лінфілд
- 1956—1957 Гленавон
- 1957—1958 Ардс
- 1958—1959 Лінфілд
- 1959—1960 Гленавон
- 1960—1961 Лінфілд
- 1961—1962 Лінфілд
- 1962—1963 Лфсберн Дистиллері
- 1963—1964 Гленторан
- 1964—1965 Деррі Сіті
- 1965—1966 Лінфілд
- 1966—1967 Гленторан
- 1967—1968 Гленторан
- 1968—1969 Лінфілд
- 1969—1970 Гленторан
- 1970—1971 Лінфілд
- 1971—1972 Гленторан
- 1972—1973 Крузейдерс
- 1973—1974 Колрейн
- 1974—1975 Лінфілд
- 1975—1976 Крузейдерс
- 1976—1977 Гленторан
- 1977—1978 Лінфілд
- 1978—1979 Лінфілд
- 1979—1980 Лінфілд
- 1980—1981 Гленторан
- 1981—1982 Лінфілд
- 1982—1983 Лінфілд
- 1983—1984 Лінфілд
- 1984—1985 Лінфілд
- 1985—1986 Лінфілд
- 1986—1987 Лінфілд
- 1987—1988 Гленторан
- 1988—1989 Лінфілд
- 1989—1990 Портадаун
- 1990—1991 Портадаун
- 1991—1992 Гленторан
- 1992—1993 Лінфілд
- 1993—1994 Лінфілд
- 1994—1995 Крузейдерс
- 1995—1996 Портадаун
- 1996—1997 Крузейдерс
- 1997—1998 Кліфтонвілль
- 1998—1999: Гленторан
- 1999—2000: Лінфілд
- 2000—2001: Лінфілд
- 2001—2002: Портадаун
- 2002—2003: Гленторан
- 2003—2004: Лінфілд
- 2004—2005: Гленторан
- 2005—2006: Лінфілд
- 2006—2007: Лінфілд
- 2007—2008: Лінфілд
- 2008—2009: Гленторан
- 2009—2010: Лінфілд
- 2010—2011: Лінфілд
- 2011—2012: Лінфілд
- 2012—2013: Кліфтонвілль
- 2013—2014: Кліфтонвілль
- 2014—2015: Крузейдерс
- 2015—2016: Крузейдерс
- 2016—2017: Лінфілд
- 2017—2018: Крузейдерс
- 2018—2019: Лінфілд
- 2019—2020: Лінфілд
- 2020—2021: Лінфілд
- 2021—2022: Лінфілд
- 2022—2023: Ларн
- 2023—2024: Ларн
- 2024—2025: Лінфілд

Неофіційні воєнні чемпіонати:
- 1915—1916 Лінфілд
- 1916—1917 Гленторан
- 1917—1918 Лінфілд
- 1918—1919 Белфаст Селтік
- 1940—1941 Белфаст Селтік [Н]
- 1941—1942 Белфаст Селтік [Н]
- 1942—1943 Лінфілд [Н]
- 1943—1944 Белфаст Селтік [Н]
- 1944—1945 Лінфілд [Н]
- 1945—1946 Лінфілд [Н]
- 1946—1947 Белфаст Селтік [Н]

## Титули
|    | Клуб               | Кількість перемог | Переможні сезони |
| -- | ------------------ | ----------------- | --- |
| 1  | Лінфілд            | 57 (+5)           | 1891, 1892, 1893, 1895, 1898, 1902, 1904, 1907, 1908, 1909, 1911, 1914, 1922, 1923, 1930, 1932, 1934, 1935, 1949, 1950, 1954, 1955, 1956, 1959, 1960, 1961, 1962, 1966, 1969, 1971, 1975, 1978, 1979, 1980, 1982, 1983, 1984, 1985, 1986, 1987, 1989, 1993, 1994, 2000, 2001, 2004, 2006, 2007, 2008, 2010, 2011, 2012, 2017, 2019, 2020, 2021, 2022, 2025 |
| 2  | Гленторан          | 23 (+1)           | 1894, 1897, 1905, 1912, 1913, 1921, 1925, 1931, 1951, 1953, 1964, 1967, 1968, 1970, 1972, 1977, 1981, 1988, 1992, 1999, 2003, 2005, 2009 |
| 3  | Белфаст Селтік     | 14 (+5)           | 1900, 1915, 1920, 1926, 1927, 1928, 1929, 1933, 1936, 1937, 1938, 1939, 1940, 1948 |
| 4  | Крузейдерс         | 7                 | 1973, 1976, 1995, 1997, 2015, 2016, 2018 |
| 5  | Лісберн Дістіллері | 6                 | 1896, 1899, 1901, 1903, 1906, 1963 |
| 6  | Кліфтонвілл        | 5                 | 1906, 1910, 1998, 2013, 2014 |
| 7  | Портадаун          | 4                 | 1990, 1991, 1996, 2002 |
| 8  | Гленавон           | 3                 | 1952, 1957, 1960 |
| 9  | Ларн               | 2                 | 2023, 2024 |
| 10 | Ардс               | 1                 | 1958 |
| =  | Колрейн            | 1                 | 1974 |
| =  | Деррі Сіті         | 1                 | 1965 |
| =  | Квінс Айленд       | 1                 | 1924 |

## Велика таблиця
Сумарні показники кращих команд північної Ірландії в елітному дивізіоні:
| Місце | Клуб                    | Сезони | Матчі | Очки |
| ----- | ----------------------- | ------ | ----- | ---- |
| 1     | «Лінфілд» (Белфаст)     | 120    | 2816  | 5829 |
| 2     | «Гленторан» (Белфаст)   | 120    | 2812  | 5198 |
| 3     | «Гленавон» (Лурган)     | 100    | 2530  | 3571 |
| 4     | «Колрейн»               | 86     | 2345  | 3468 |
| 5     | «Портадаун»             | 86     | 2296  | 3369 |
| 6     | «Кліфтонвілл» (Белфаст) | 120    | 2810  | 3291 |
| 7     | «Крузейдерс» (Белфаст)  | 71     | 1961  | 3023 |
| 8     | «Лісберн Дістіллері»    | 106    | 2312  | 3001 |
| 9     | «Балліміна Юнайтед»     | 82     | 2217  | 2985 |
| 10    | «Ардс» (Ньютаунардс)    | 77     | 1954  | 2379 |
| 11    | «Бангор»                | 63     | 1528  | 1616 |
| 12    | «Белфаст Селтік»        | 38     | 713   | 1402 |
| 13    | «Ларн»                  | 47     | 1215  | 1389 |
| 14    | «Ньюрі Сіті»            | 42     | 1200  | 1353 |
| 15    | «Деррі Сіті»            | 36     | 838   | 1247 |

- Після завершення сезону 2020/2021.